# جائزة ألمانيا الكبرى للدراجات النارية 1996
جائزة ألمانيا الكبرى للدراجات النارية 1996 هو سباق دراجات نارية أقيم بتاريخ 7 يوليو 1996 في حلبة نوربورغرينغ. كان الجولة الثامنة من أصل 15 في سباق الجائزة الكبرى للدراجات النارية موسم 1996. فاز الإيطالي لوكا كادالورا بفئة 500 سي سي بينما جاء الأسترالي ميك دوهان في المركز الثاني.

## وصلات خارجية
- الموقع الرسمي